# Queluz (ort i Brasilien, São Paulo, Queluz)
Queluz är en ort i Brasilien.   Den ligger i kommunen Queluz och delstaten São Paulo, i den sydöstra delen av landet, 800 km söder om huvudstaden Brasília. Queluz ligger 552 meter över havet och antalet invånare är 11 325.
Terrängen runt Queluz är varierad. Queluz är det största samhället i trakten.
Omgivningarna runt Queluz är huvudsakligen savann. Runt Queluz är det ganska glesbefolkat, med 25 invånare per kvadratkilometer.